# Пропорциональное налогообложение

• Европейские территории, имеющие плоскую шкалу ставки
• Европейские территории, думающие над введением плоской шкалы ставки
• Европейские территории, имевшие плоскую шкалу ставки

Пропорциона́льное налогообложе́ние (англ. Flat tax) — система налогообложения, при которой налоговые ставки устанавливаются в едином проценте к доходу налогоплательщика независимо от величины дохода (плоская шкала налогообложения, в отличие от прогрессивной).